# Karel Trojan
Karel Trojan jr., né le 23 février 1975, est un pilote automobile tchèque de rallyes.

## Biographie
Il commence la compétition automobile en 1994 sur Škoda Favorit 136L, et reste toujours en activité en 2013.
Ses principaux copilotes ont été Daniel Vodička de 1995 à 2001, et Petr Řihák de 2004 à 2008.
Ses voitures en courses furent de marques Škoda, Ford, Toyota, et désormais il évolue sur Mitsubishi (Lancer Evo, VI, VII, et IX, depuis 2004).

## Palmarès

### Titre
- Vainqueur de la Coupe FIA des rallyes de zone centre, en 2007 (copilote P.Řihák, sur Mitsubishi Lancer Evo IX);
  - Vice-champion de Tchéquie des rallyes, en 2007;
  - Vice-champion de Tchéquie des rallyes du groupe N, en 2007;
  - Vice-champion de Tchéquie des rallyes du groupe N4, en 2007;
  - Vice-champion de Tchéquie des rallyes du groupe PV, en 2004 et 2005;
  - Vice-champion de Tchéquie des rallyes de classe A5, en 1997;
  - 3e du championnat de Tchéquie des rallyes, en 1999, 2002 et 2006;
  - 3e du championnat de Tchéquie des rallyes de classe A8, en 1999 et 2002;

### Victoire en coupe d'Europe des rallyes de zone centre
- Rallye Trst: 2007;

### Victoire en championnat d'Europe
- Rallye Šumava: 2002;

### 3 victoires en championnat de Tchéquie
- Rallye Úslava: 1999;
- Rallye Příbram: 1999;
- Rallye Šumava: 2002.